# Lacul Tai
Lacul Tai (în chineză: (太湖 pinyin: Tài Hú - Marele Lac) cu suprafața sa de 2.250 km² este lacul al treilea ca mărime din China. Lacul se află în delta lui Yangtze lângă orașul Wuxi (無錫). El fiind cunoscut pentru rocile de calcar perforate care au forme bizare, fiind folosite ca ornamente în grădini. Lacul are o adâncime medie de numai 2 m, având 90 de insule. Tai este legat cu canalul imperial fiind pentru mai multe râuri sursa principală de apă.
Se afla sub relatia "1126533" în OpenStreetMap: http://www.openstreetmap.org/relation/1126533